# Марієнберг (Рудні Гори)
Марієнберг (нім. Marienberg) — місто у Німеччині, розташований у землі Саксонія. 
Підпорядкований адміністративному округу Хемніц. Входить до складу району Рудні Гори (раніше - до району Середні Рудні Гори). Підпорядковується управлінню Марієнберг. 
Площа — 133,47 км2. Населення становить 16 716 ос. (станом на 31 грудня 2020). Офіційний код — 14 1 81 260. 
Місто поділяється на 9 міських районів. 

## Історія
Місто було засноване герцогом Генріх V у 1521. 

## Галерея

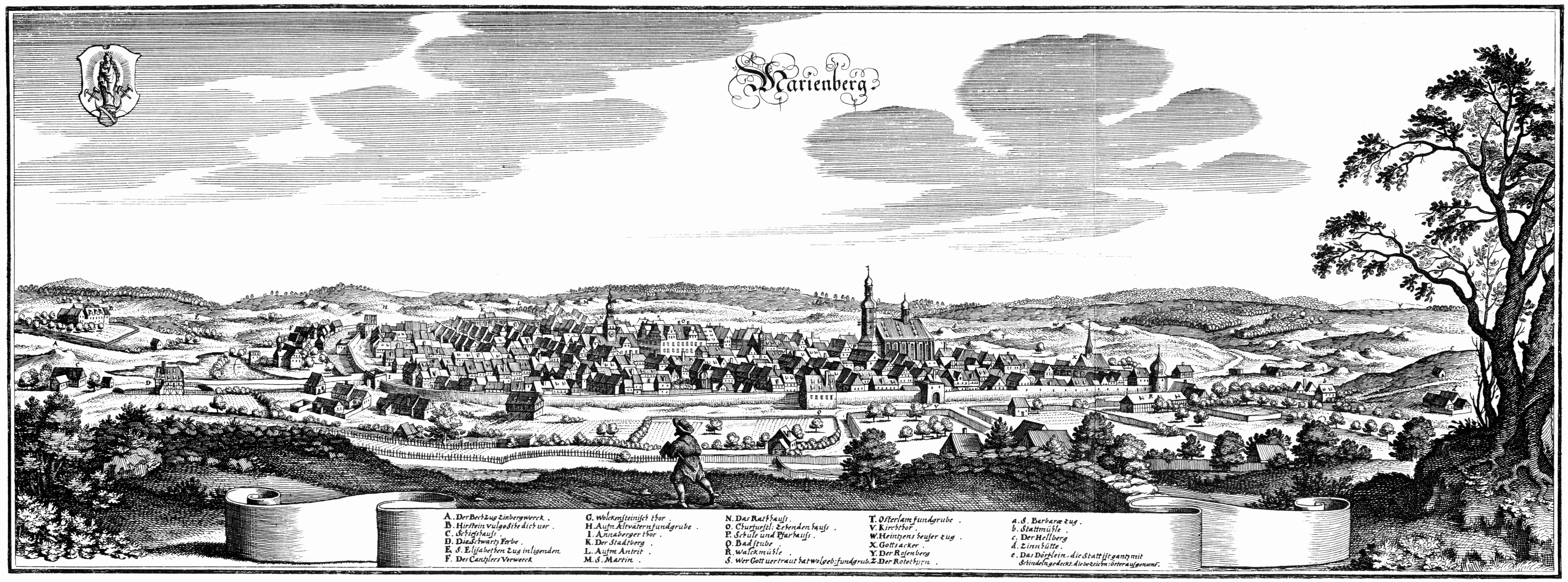
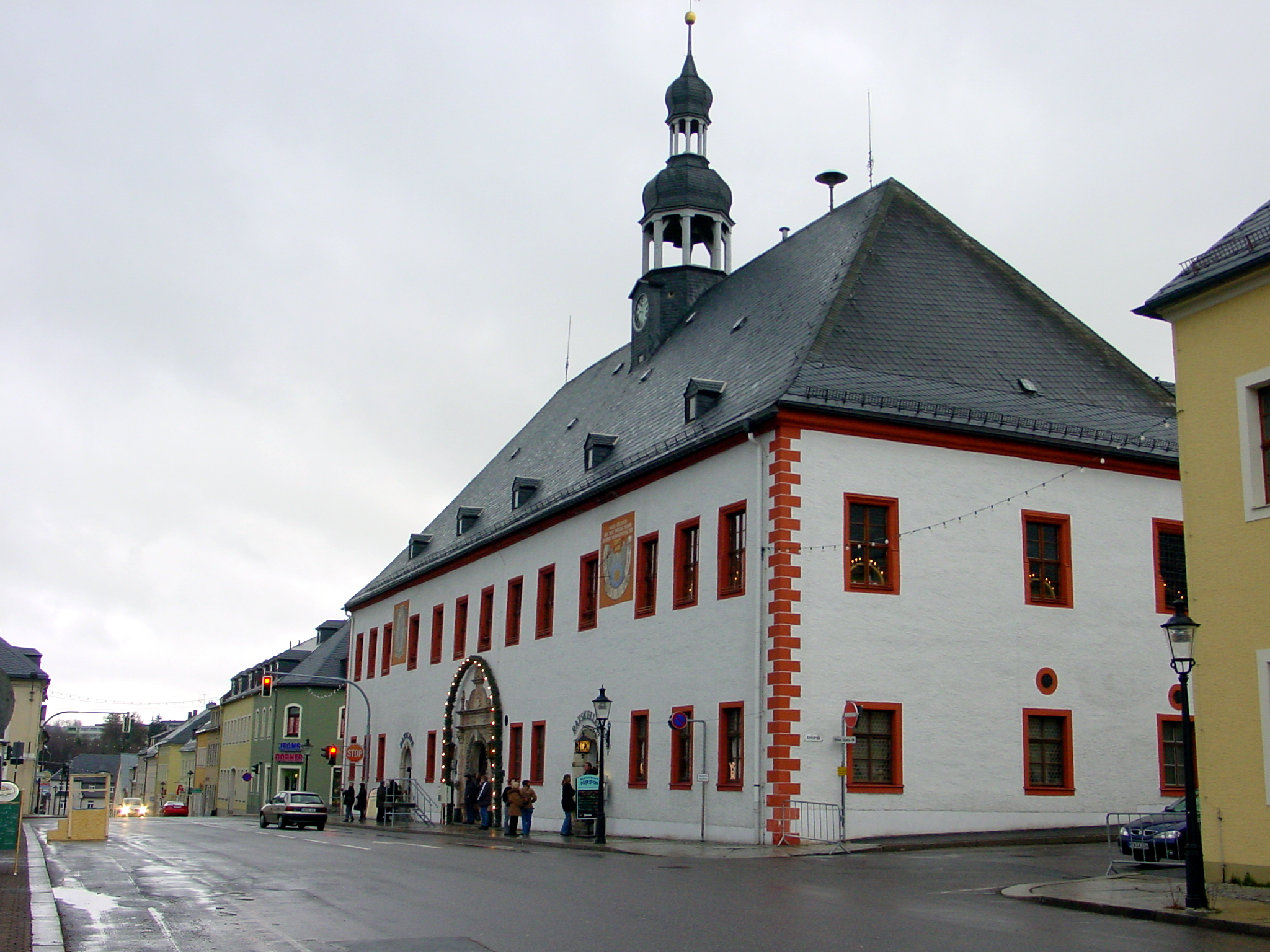
Ратуша
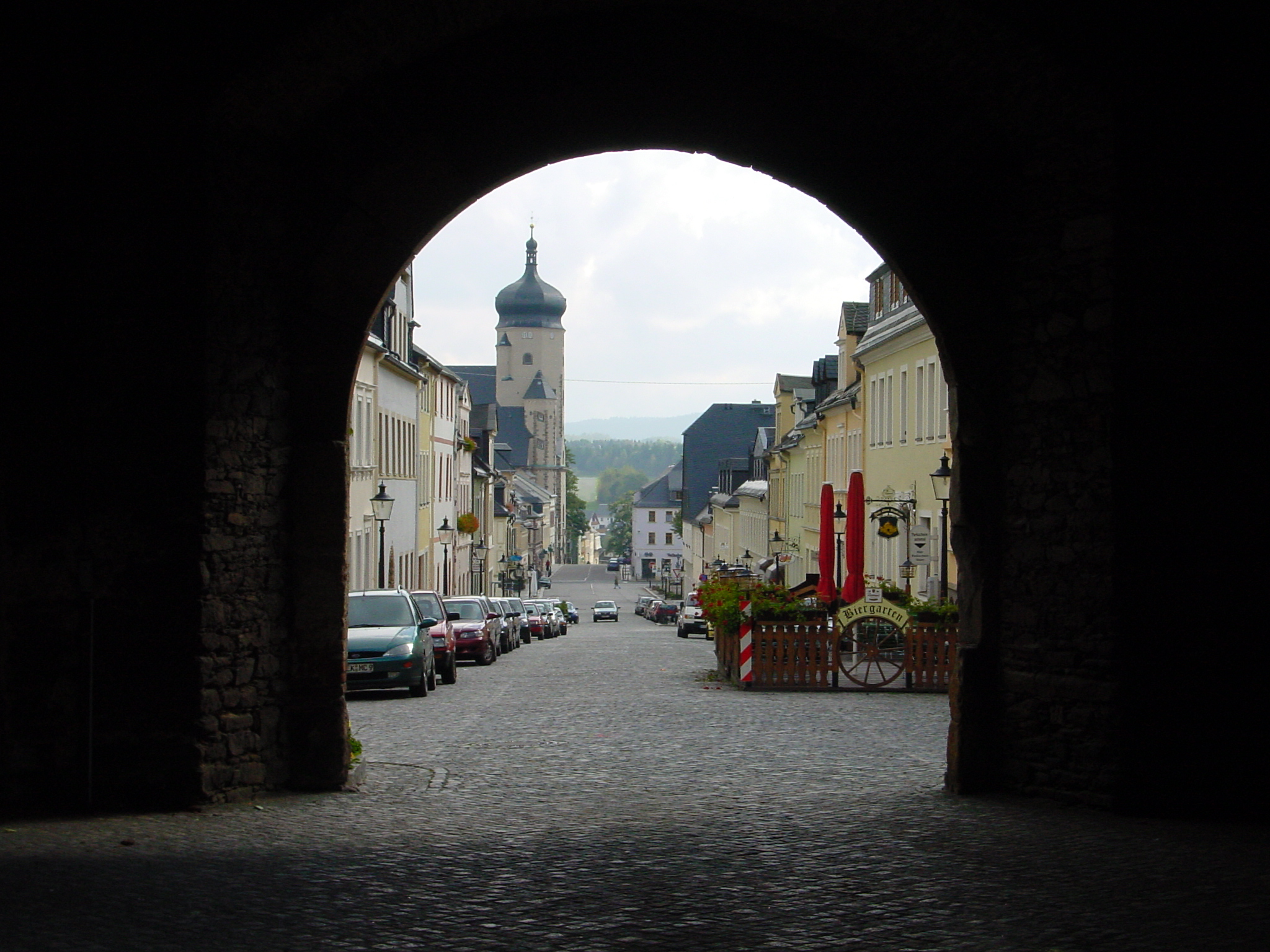
Церква Святої Марії через ворота Zschopauer